# Artturi Ilmari Virtanen
Artturi Ilmari Virtanen (Helsinque, 15 de janeiro de 1895 — Helsinque, 11 de novembro de 1973) foi um químico finlandês.
Foi agraciado com o Nobel de Química de 1945 devido às "suas pesquisas e invenções na química agrícola e nutricional, especialmente pelo seu método de preservação da forragem".

## Biografia

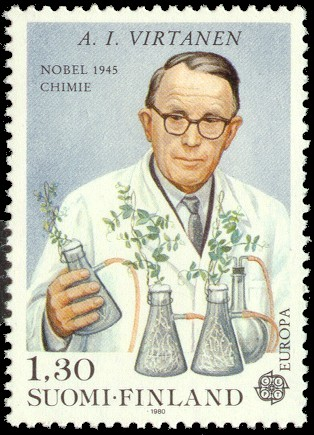
Selo finlandês emitido em 1980 em homenagem ao químico

Estudou química e obteve um doutorado em Química Orgânica em 1918. No ano seguinte começou a trabalhar nos laboratórios da Valio, uma empresa de produtos lácteos e tornou-se director do laboratório em 1920. Deixou depois a empresa e prosseguiu os estudos em Zurique, Münster e Estocolmo. De regresso à Finlândia, tornou-se leitor na Universidade de Helsinque. Em 1930 foi fundado o Instituto de Bioquímica, onde permaneceu até à sua morte. Recebeu o Nobel de Química de 1945, pela sua investigação e descoberta nas áreas da agricultura e da nutrição, especialmente pelo método de preservação da forragem (o método AIV), que melhorou a armazenagem de forragem verde, muito importante para os países nórdicos com invernos rigorosos. A investigação de Virtanen estendeu-se também ao estudo das bactérias que fixam o nitrogénio na raiz das plantas e aos métodos para melhor conservar a manteiga. Arturi Virtanen levava uma vida simples: não tinha carro, não fumava e não bebia bebidas alcoólicas.
O asteroide 1449 Virtanen é denominado em sua homenagem.